# Discografia de Gilmelândia
A discografia de Gil compreende três álbuns de estúdio, um álbum ao vivo e um álbum demo. Sua carreira é dividida em duas fases, sendo a primeira iniciada em 1998, quando passou a integrar o grupo de axé music Banda Beijo até 2001, onde gravou três álbuns, sendo dois em estúdio e um ao vivo, retirando grandes sucessos como "Apaixonada", "Peraê" e "Bate Lata". 
Em 2001, após sair do grupo, iniciou a segunda fase de sua carreira ao lançar seu primeiro álbum, intitulado Me Beija, trazendo como carro-chefe a canção "Maionese". Em 2002 lançou seu segundo álbum, Movimento, e em 2003 fez sua estreia solo ao vivo com o álbum Gilmelândia ao Vivo. Em 2005 voltou ao cenário musical embalada pela canção "Chegou o Verão", presente no álbum O Canto da Sereia. Quatro anos depois, em 2009 lança um single,  "Dominado"

## Álbuns

### Álbuns de estúdio
| Álbum             | Detalhes                                                                                    | Vendas      |
| ----------------- | ------------------------------------------------------------------------------------------- | ----------- |
| Me Beija          | - Lançamento: 21 de outubro de 2001 - Formatos: CD, download digital - Gravadora: Universal | - : 450.000 |
| Movimento         | - Lançamento: 9 de dezembro de 2002 - Formatos: CD, download digital - Gravadora: Abril     | - : 100.000 |
| O Canto da Sereia | - Lançamento: 10 de janeiro de 2005 - Formatos: CD, download digital - Gravadora: EMI       | - : 40.000  |

### Álbuns ao vivo
| Álbum                                   | Detalhes                                                                                        | Vendas     |
| --------------------------------------- | ----------------------------------------------------------------------------------------------- | ---------- |
| Gilmelândia - Ao Vivo                   | - Lançamento: 4 de fevereiro de 2004 - Formatos: CD, download digital - Gravadora: Universal    | - : 50.000 |
| Vixe Mainha - Ao Vivo (com Vixe Mainha) | - Lançamento: 13 de outubro de 2010 - Formatos: CD, download digital - Gravadora: Studio UPSe7e |            |
| Ao Vivo em Pernambuco                   | - Lançamento: 10 de outubro de 2015 - Formatos: CD, download digital - Gravadora: Independente  |            |

### Extended plays(EPs)
| Álbum         | Detalhes                                                                                       |
| ------------- | ---------------------------------------------------------------------------------------------- |
| Gil           | - Lançamento: 28 de janeiro de 2014 - Formatos: EP, download digital - Gravadora: Independente |
| Tambor de Gil | - Lançamento: 28 de maio de 2015 - Formatos: EP, download digital - Gravadora: Independente    |

### Coletâneas
| Álbum            | Detalhes                                                                  |
| ---------------- | ------------------------------------------------------------------------- |
| Simplesmente Gil | - Lançamento: 4 de dezembro de 2001 - Formatos: CD - Gravadora: Universal |

## Singles
| Título                              | Ano  | Álbum                         |
| ----------------------------------- | ---- | ----------------------------- |
| "Maionese"                          | 2001 | Me Beija                      |
| "Levada da Breca"                   | 2002 | Me Beija                      |
| "Me Beija"                          | 2002 | Me Beija                      |
| "Miau"                              | 2002 | Movimento                     |
| "Balada Quente"                     | 2003 | Movimento                     |
| "Você Não Me Ensinou a Te Esquecer" | 2003 | Gilmelândia - Ao Vivo         |
| "Malukete"                          | 2004 | Gilmelândia - Ao Vivo         |
| "Chegou o Verão"                    | 2004 | O Canto da Sereia             |
| "Vem de Lá"                         | 2005 | O Canto da Sereia             |
| "Notícias"                          | 2005 | O Canto da Sereia             |
| "Dominado"                          | 2008 | Não adicionado à nenhum álbum |
| "Rua" (com Vixe Mainha)             | 2009 | Vixe Mainha - Ao Vivo         |
| "Na Paz de Jah" (com Vixe Mainha)   | 2010 | Vixe Mainha - Ao Vivo         |
| "Saudade"                           | 2010 | Gil                           |
| "Burugudum"                         | 2012 | Gil                           |
| "Pompimpom"                         | 2012 | Gil                           |
| "Paz e Amor" (part. Ed City)        | 2015 | Tambor de Gil                 |
| "Te Dou"                            | 2015 | Tambor de Gil                 |
| "Meu Afro"                          | 2016 | Tambor de Gil                 |

## Outras aparições
| Título        | Ano  | ! Outro(s) artista(s)                                                                                     | Álbum                 |
| ------------- | ---- | --- | --------------------- |
| "A Vaca"      | 1999 | — | A Arca Dos Bichos     |
| "A Arca"      | 1999 | Ivete Sangalo, Sandy, Carla Visi, Netinho, Zeca Baleiro Paulo Ricardo, Claudinho & Buchecha, Beto Jamaica | A Arca Dos Bichos     |
| "Água do Céu" | 2006 | Daniela Mercury                                                                                           | Balé Mulato - Ao Vivo |
| "Não Adianta" | 2013 | Banda 5%                                                                                                  | 5% - Ao Vivo          |

## Videoclipes
| Título           | Ano  | Diretor |
| ---------------- | ---- | ------- |
| "Maionese"       | 2001 |         |
| "Chegou o Verão" | 2004 |         |
| "Dominado"       | 2009 |         |